# Tidsdilatation

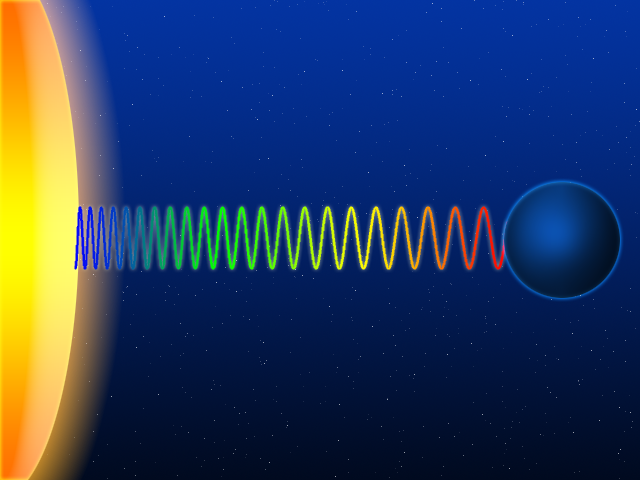
Schematisk representation av den gravitationella rödförskjutningen av en ljusvåg från ytan av en massiv kropp. Om ljusvågen sänds i motsatt riktning blir ljuset blåförskjutet. Frekvensförskjutningarna avspeglar förändringar i tidsförloppen.

Tidsdilatation (tidsutvidgning) beroende på hastighet innebär att om två referenssystem {\displaystyle r} och {\displaystyle r'}, har identiska klockor, kommer en observatör i {\displaystyle r} att anse att klockan i {\displaystyle r'} går långsammare om referenssystemen {\displaystyle r} och {\displaystyle r'} befinner sig i relativ rörelse. En observatör i {\displaystyle r'} anser likaså att klockan i {\displaystyle r} går långsammare än den lokala klockan. Vid "ordinära" hastigheter kan denna tidsskillnad anses försumbar. Som en tumregel kan antas att det är vid hastigheter större än 1/10 av ljusets hastighet som tidsskillnaden får praktisk betydelse. I den speciella relativitetsteorin behandlas fallet då referenssystemen befinner sig i likformig relativ rörelse.
Enligt den allmänna relativitetsteorin uppstår tidsdilatation även med avseende på två punkter i ett gravitationsfält, när fältstyrkan i de två punkterna är olika. En klocka går långsammare i den punkt som har det starkaste gravitationsfältet. En praktisk konsekvens av detta är att GPS-satelliternas atomklockor måste korrigeras med hänsyn till att gravitationen är svagare på satellitbanornas avstånd jämfört med gravitationen vid jordytan.
I svensk text används ofta felaktigt termen tidsdilation, vilket förefaller vara en sammanblandning med engelskan. Dilatation – eller dilation – härrör från latinets dilatare, "att utvidga". Tidsåtgången mätt hos fenomenet (och inte hos en oberoende åskådare) benämns egentid.

## Tidsdilatation beroende på hastighet
En ”fotonklocka” skulle kunna konstrueras genom att man låter en foton reflekteras mellan två parallella speglar:

Fotonklocka

Tidsdilatation vid hastigheten v

En stationär observatör P ser fotonens bana som fixerad i rummet. En observatör P i likformig relativ rörelse med hastigheten v med riktningen parallell med speglarna ser i stället banan som en sekvens av diagonala linjer. P mäter avståndet mellan speglarna till ct, motsvarande ett ”tick” för klockan. P mäter samma avstånd till ct´. Då gäller:
{\displaystyle \ (ct)^{2}+(vt')^{2}=(ct')^{2}}    (Pythagoras sats)
eller
{\displaystyle t\,^{'}={t \over {\sqrt {1-{v^{2} \over c^{2}}}}}}
där c är ljusets hastighet. Man ser att t´ är större än t om v > 0, det vill säga P´ tycker att händelseförloppet tar längre tid än vad P gör. Ett grundläggande skäl för den uppmätta tidsskillnaden är att båda observatörerna är överens om ljusets hastighet, vilken mäts till samma värde i alla referenssystem i likformig relativ rörelse. Postulatet om ekvivalens mellan referenssystemen leder då till att tidsparametern måste vara variabel.
Ju hastigare P´ rör sig i förhållande till P, desto långsammare kommer P´ att anse att händelsen sker hos P. I extremfallet då hastigheten närmar sig ljusets, kommer tidsskillnaden att gå mot oändligheten.
Tidsdilatationen är symmetrisk och lika för båda observatörerna. Om båda observatörerna gör samma experiment, kommer båda att anse att motsvarande händelse hos den andra observatören tar längre tid än den egna lokala händelsen.
Denna symmetriska tillämpning av tidsdilatationen och att alla referenssystem i likformig relativ rörelse postulerades som likvärdiga (samma fysikaliska lagar gäller i samtliga), var det nya i den speciella relativitetsteorin. Hendrik Lorentz, som först formulerade tidsdilatationen (Lorentztransformationerna), föreställde sig att tidsdilatationen bara inträffade för föremål som rörde sig i förhållande till en stillastående eter som antogs uppfylla universum.

## Tidsdilatation beroende på gravitation

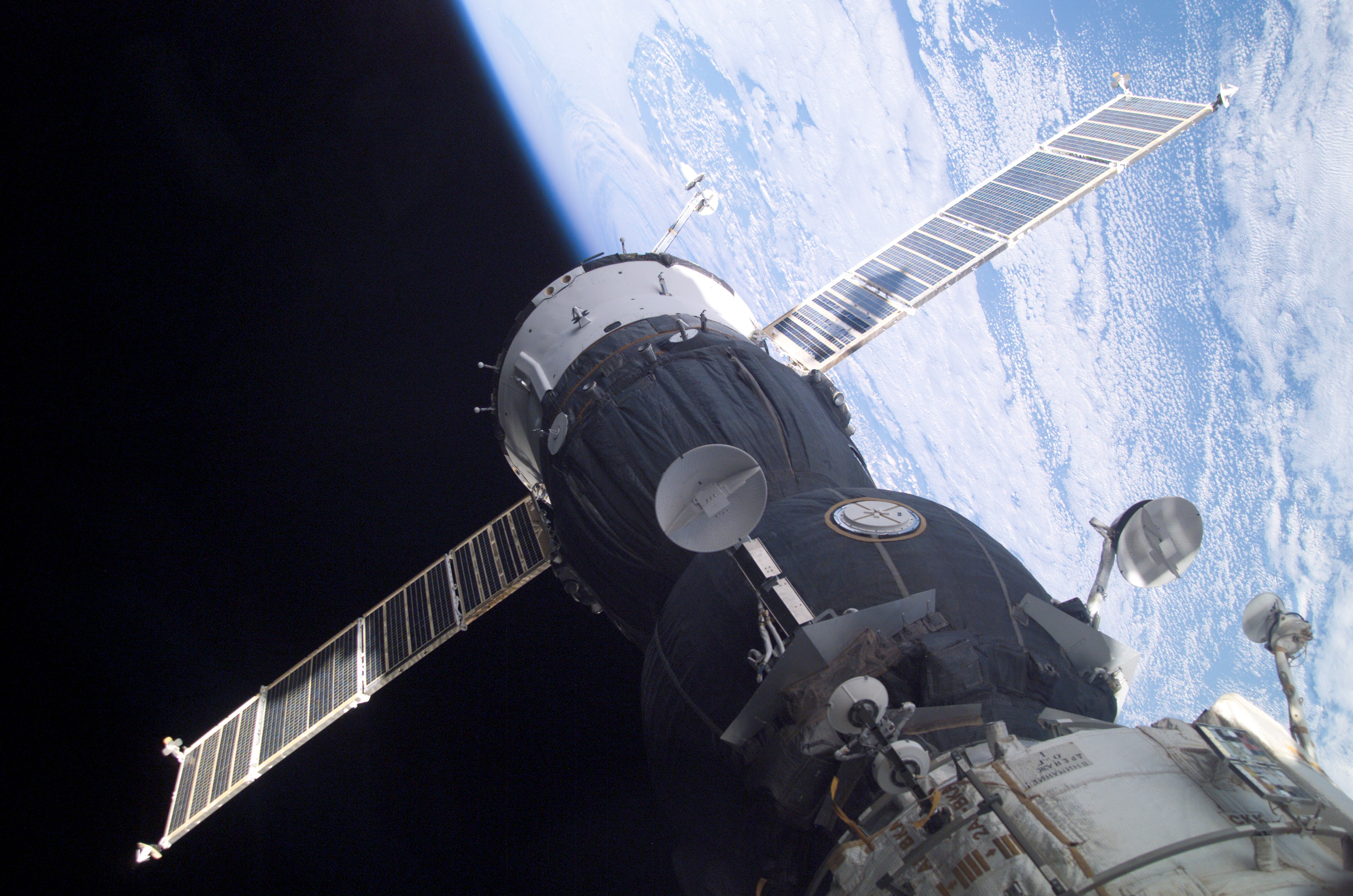
Tidsdilatation förklarar varför två identiskt fungerande klockor anger olika tider efter att ha utsatts för olika accelerationer. Till exempel har ISS-astronauter som återvänder efter resor åldrats något mindre än om de hade stannat kvar på jorden. GPS-satelliter fungerar därför genom att deras klockor justeras för skillnader i gravitationskraft mellan satellitbanorna och jordens yta.

Antag att en person P befinner sig på avståndet r från en himlakropp. P gör en mätning av ett händelseförlopp på samma sätt som tidigare och kommer fram till tiden t. En annan person P' som befinner sig på stort avstånd från samma himlakropp och mäter tiden för händelsen hos P kommer då att få tiden t ':
{\displaystyle t\,^{'}={\frac {t}{\sqrt {1-{\cfrac {r_{sch}}{r}}}}}}
där rsch är Schwarzschildradien för himlakroppen, benämnd efter den tyske astronomen Karl Schwarzschild. Schwarzschildradien är den radie som en himlakropp skulle behöva krympas till för att bilda ett svart hål. För jorden är denna radie cirka 9 mm och för solen ungefär 3 km. För ett svart hål motsvarar denna radie händelsehorisonten, innanför vilken ingenting, vare sig ljus eller materia, kan slippa ut. Av ovanstående formel kan man se, att när P närmar sig Schwarzschildradien så tycks händelser hos P inträffa allt långsammare för avlägsna observatörer. En kropp som faller in mot ett svart hål når i den avlägsne observatörens referenssystem aldrig fram till Schwarzschildradien (i ett lokalt referenssystem för P, där till exempel P befinner sig i vila, kommer P att både nå och passera Schwarzschildradien).
Schwarzschildradien beror på himlakroppens massa enligt
{\displaystyle r_{sch}={2GM \over c^{2}}}
där G är gravitationskonstanten och M är kroppens massa.

## Experimentell bekräftelse
Tidsdilatation har testats ett antal gånger. Det rutinarbete som bedrivs i partikelacceleratorer sedan 1950-talet, såsom de i CERN, är ett fortlöpande pågående test av den speciella relativitetsteorins tidsdilatation. De särskilda experimenten inbegriper bland andra Hafeles och Keatings test med atomklockor under en flygning 1971.

### Myonens livstid
En jämförelse av myonens livslängd vid olika hastigheter är möjlig. I laboratoriet produceras långsamma myoner och i atmosfären bildas mycket snabba myoner genom kosmisk strålning. Myonens livstid i vila i laboratoriet är 2,22 μs och livslängden för en kosmiskt producerad myon som färdas med 98% av ljushastigheten, är ungefär fem gånger längre enligt formeln för tidsdilatation och i överensstämmelse med vad som observerats. I experimentet är "klockan" de processer som leder till myonens sönderfall och när dessa processer äger rum i den rörliga myonen kommer dess "klocka" att vara mycket långsammare än laboratorieklockan.